# Seznam ruskih pisateljev
Seznam ruskih pisateljev.
poslovenjeno ime (izvirni ruski zapis imena)

## A
- A. Nune (А. Нуне / pravo ime Nune Barsegjan - Нуне Барсегян)
- Aleksander Ivanovič Abramov (Александр Иванович Абрамов) (1900 – 1985)
- Fjodor Aleksandrovič Abramov (Фёдор Александрович Абрамов) (1920 – 1983)
- Nikolaj Jakovljevič Abramovič (Николай Яковлевич Абрамович) (psevd. N. Kadmin / Н. Кадмин) (1881 – 1922)
- Vladimir Jakovljevič Abramovič (Владимир Яковлевич Абрамович) (psevd. Lenski / Ленский) (1877 – 1932)
- Ildar Abuzjarov (1975 –)
- Grigorij Borisovič Adamov (Григорий Борисович Адамов; pravo ime Abram Boruhovič Gibs) (1886 – 1945)
- Aleksander Nikolajevič Afanasjev (1826 – 1871), slavist in etnograf (izdal Ruske pravljice)
- Vasilij Jegorovič Afonin
- Igor Arkadjevič Agafonov (1953 -)
- Mihail Agejev (Михаил Агеев) (= psevdonim; glej pod pravim im. >> Mark Lazarevič Levi)
- Bela Ahatovna Ahmadulina  (Белла Ахатовна Ахмадулинa) (1937 – 2010)
- Čingiz (Džingis) Torokulovič Ajtmatov (1928 – 2008)  (Kirgiz)
- Sergej Timofejevič Aksakov (Сергей Тимофеевич Аксаков) (1791 – 1859)
- Ljubov Isaakovna Akselrod (Любовь Исааковна Аксельрод) (1868 – 1946)
- Vasilij Pavlovič Aksjonov (Васи́лий Па́влович Аксё́нов) (1932 – 2009)
- Boris Akunin (pravo ime Grigorij Šalvovič Čhartišvili) (Борис Акунин / Григорий Шалвович Чхартишвили) (1956 –)
- Mihail Nilovič Albov (1851 – 1911)
- Mark Aldanov (pravo ime Mark Aleksandrovič Landau) (Марк Алда́нов / Марк Александрович Ланда́у) (1886/8/9 – 1957)
- Mihail Nikolajevič Aleksejev (Михаил Николаевич Алексеев) (1918 – 2007)
- Sergej Trofimovič Aleksejev (1922 – 2008) (avtor otroških knjig)
- Ljudmila Mihajlovna Aleksejeva (1927 – 2018)
- Anatolij Georgijevič Aleksin (1924 – 2017)
- Juz (Josif Jefimovič) Aleškovski (Юз / Ио́сиф Ефи́мович Алешко́вский) (1929 – 2022)
- Pjotr/Peter/ Markovič Aleškovski (Пётр Маркович Алешко́вский) (1957 –)
- Margarita Josifovna Aliger (Маргарита Иосифовна Алигер) (1915 – 1992)
- Andrej Aleksejevič Amalrik (1938 – 1980)
- Daniil Leonidovič Andrejev (Даниил Леонидович Андреев) (1906 – 1959)
- Leonid Nikolajevič Andrejev (Леонид Николаевич Андреев) (1871 – 1919)
- Sergej Arkadjevič Andrejevski (Сергей Аркадьевич Андреевский) (1847 – 1918)
- Iraklij Luarasovič Andronikov (1908 – 1990)
- Sergej Petrovič Antonov (Сергей Петрович Антонов) (1915 – 1995)
- Marija Ivanovna Arbatova (Мария Ивановна Арбатова) (1957 –)
- Aleksej Nikolajevič Arbuzov (Алексей Николаевич Арбузов) (1908 – 1986)
- Mihail Petrovič Arcibašev (Михаил Петрович Арцыбашев) (1878 – 1927)
- Arkadij Arkanov (1933 – 2015)
- Nikolaj Aržak (pravo ime Jurij Markovič Danielj) (Николай Аржак / Юлий Маркович Даниэль) (1925 – 1988)
- Isaac Asimov (Айзек Азимов) (1920 – 1992) (ZDA)
- Viktor Petrovič Astafjev (Ви́ктор Петро́вич Аста́фьев) (1924 – 2001)
- Aleksandr Ostapovič Avdejenko (Алекса́ндр Оста́пович Авде́енко) (1908 – 1996)
- Vasilij Petrovič Avenarius (1839 – 1923)
- Leopold Leonidovič Averbah (1903 – 1937) (kritik, ustanovitelj RAPP)
- Arkadij Timofejevič Averčenko (Аркадий Тимофеевич Аверченко) (1881 – 1925)
- Sergej Sergejevič Averincev (Сергей Сергеевич Аверинцев) (1934 – 2004)
- Dimitrij Vasiljevič Averkijev (Дмитрий Васильевич Аверкиев) (1836 – 1905)
- Vasilij Grigorjevič Avsejenko (1842 – 1913)

## B
- Izak Emanujilovič Babelj (Исаак Эммануилович Бабель) (1894 – 1941)
- Grigorij Jakovljevič Baklanov (1923 – 2009)
- Viktor Sergejevič Balašov (Виктор Сергеевич Балашов) (1917 – 1984)
- Natalija Vladimirovna Baranska(ja) (Наталья Владимировна Баранская) (1908 – 2004)
- Vasilij Ivanovič Belov (1932 – 2012)
- Agnija Lvovna Barto (1901 – 1981) (otroška/mladinska)
- Pavel Valerjevič Basinski (Павел Басинский) (1961 –)
- Sergej A. Baruzdin (1926 – 1991) (otroški)
- Konstantin Nikolajevič Batjuškov (Константин Николаевич Ба́тюшков) (1787 – 1855)
- Pavel Petrovič Bažov (Паaвел Петро́вич Бажо́в) (1879 – 1950)
- Dmitrij Nikitič Begičev (Дми́трий Ники́тич Бе́гичев) (1786 – 1855)
- Aleksandr Alfredovič Bek (1903 – 1972)
- Aleksandra Andrejevna Beketova / Blok /Kulbicka-Piottuh (1860 – 1923)
- Andrej Beli (pravo ime Boris Nikolajevič Bugajev) (Андрей Белый / Борис Николаевич Бугаев) (1880 – 1934)
- Visarjon Grigorjevič Belinski (Виссарион Григорьевич Белинский) (1811 – 1848)
- Aleksander Romanovič Beljajev (Александр Романович Беляев) (1884 – 1942)
- Sergej Mihajlovič Beljajev (1883 – 1953)
- Vladimir Pavlovič Beljajev (1909 – 1990) (Ukrajina)
- Vasilij Ivanovič Belov (Василий Иванович Бело́в) (1932 – 2012)
- Nina Nikolajevna Berberova (1901 – 1993)
- David Bergelson (1884 – 1952) (judovski pisatelj v jidišu)
- Aleksander Aleksandrovič Bestužev (Александр Александрович Бестужев) (1797 – 1837)
- Vitalij Valentinovič Bianki (Виталий Валентинович Биа́нки) (1894 – 1959)
- Dmitrij Lvovič Bikov (1967 –)
- Andrej Georgijevič Bitov (Андрей Георгиевич Битов) (1937 – 2018)
- Aleksander Aleksandrovič Blok (Александр Александрович Блок) (1880 – 1921)
- Peter(Pjotr) D(i)mitrijevič Boborikin (Пётр Дмитриевич Боборыкин) (1836 – 1921)
- Aleksander Aleksandrovič Bogdanov (Алекса́ндр Алекса́ндрович Богда́нов) (1873 – 1928)
- Vladimir Osipovič Bogomolov (1924/26 – 2003)
- Ilja Bojašov (1961 –)
- Jurij Vasiljevič Bondarjev (Юрий Васильевич Бондарев) (1924 – 2020)
- Ariadna Borisova (1960 –)
- Leonid Borodin (Леони́д Иванович Бороди́н) (1938 – 2011)
- Aleksandr Mihajlovič Borščagovski (1913 – 2006)
- Emil Venjaminovič Braginski (1921 – 1998)
- Lilja Jurjevna Brik (1891 – 1978)
- Osip Maksimovič Brik (Осип Максимович Брик) (1888 – 1945)
- Georgij Mihajlovič Brjancev (1904 – 1960)
- Valerij Jakovljevič Brjusov (1873 – 1924)
- Josip Aleksandrovič Brodski (Иосиф Александрович Бродский) (1940 – 1996)  1987
- Mihail Semjonovič Bubenov (1909 – 1983)
- Jurij Bujda (1954 –)
- Vladimir Konstantinovič Bukovski (Владимир Константинович Буковский) (1942 –)
- Mihail Afanasjevič Bulgakov (Михаил Афанасьевич Булгаков) (1891 – 1940)
- Kir Buličov (pravo ime Igor Vsevolodovič Možejko) (Кир Булычёв / Игорь Всеволодович Можейко) (1934 – 2003)
- Ivan Aleksejevič Bunin (Иван Алексеевич Бунин) (1870 – 1953)  1933
- Mihail Vladimirovič Butov (1964 –)

## C
- Marina Ivanovna Cvetajeva (Марина Ивановна Цветаева) (1892 – 1941)

## Č
- Aleksej Pavlovič Čapigin (Алексе́й Павлович Чапы́гин) (1870 – 1937)
- Konstantin Čaruhin
- Anton Pavlovič Čehov (Антон Павлович Чехов) (1860 – 1904)
- Nikolaj Gavrilovič Černiševski (Николай Гаврилович Чернышевский) (1882 – 1889)
- Grigorij Šalvovič Čhartišvili (psevdonim Boris Akunin) (Григорий Шалвович Чхартишвили / Борис Акунин) (1956 –)
- Jevgenij Nikolajevič Čirikov (Евгений Николаевич Чириков) (1864 – 1932)
- Aleksandr Pavlovič Čudakov (Алекса́ндр Па́влович Чудако́в) (1938 – 2005)
- Vladimir Arkadjevič Čugunov
- Vasilij Ivanovič Čujkov (Василий Иванович Чуйков) (1900 – 1982)
- Lidija Kornejevna Čukovska (1907 – 1996)
- Kornej I. Čukovski (pravo ime Nikolaj V. Kornejčuk) (1882  – 1969) (literarni zgodovinar, teoretik in kritik)
- Nikolaj Kornejevič Čukovski (1904 – 1965)
- Mihail Mihajlovič Čulaki (1941 – 2002)
- Mihail D. Čulkov (1793 – 1792)
- Viktor Trofimovič Čumakov (1932 – 2012)

## D
- Vladimir Ivanovič Dalj (Влади́мир Ива́нович Даль) (1801 – 1872)
- Jurij Markovič Danielj (Юлий Маркович Даниэль) (1925 – 1988)
- Grigorij Petrovič Danilevski (Григо́рий Петро́вич Даниле́вский) (1829 – 1890)
- Vladimir Danižkov
- Grigoriij Demidovcev (Григорий Демидовцев) (pr.i. Grigorij Anatoljevič Petrov/Григорий Анатольевич Петров) (1960 –)
- Andrej Viktorovič Dmitrijev (Андрей Ви́кторович Дми́триев) (1956 –)
- Leonid Dobičin (1894 – 1936)
- Vladlen Dorofejev (1960 -)
- Sergej Donatovič Dovlatov (Сергей Донатович Довлатов) (1941 – 1990)
- Fjodor Mihajlovič Dostojevski (Фёдор Михайлович Достоевский) (1821 – 1881)
- Nikolaj Aleksandrovič Dobroljubov (Николай Александрович Добролюбов) (1836 – 1861)
- Denis Viktorovič Dragunski (1950 –)
- Aleksander Vasiljevič Družinin (Александр Васильевич Дружинин) (1824 – 1864)
- Vladimir Dmitrijevič Dudincev (Влади́мир Дми́триевич Дуди́нцев/ ukr. Володимир Дмитрович Дудинцев) (1918 – 1998)

## E
- Boris Mihajlovič Èjhenbaum (1886-1959) (literarni zgodovina in teoretik)
- Ilja Grigorjevič Erenburg (Илья Григорьевич Эренбург) (1891 – 1967)
- Aleksandr Ivanovič Ertel (1855 – 1908)

## F
- Aleksander Aleksandrovič Fadjejev (Александр Александрович Фадеев) (1901 – 1956 - samomor po Hruščovovem poročilu)
- Konstantin Aleksandrovič Fedin (Константи́н Алекса́ндрович Фе́дин) (1892 – 1977)
- Denis Ivanovič Fonvizin (Денис Иванович Фонвизин) (1744 – 1792)
- Pavel Aleksandrovič Florenski (Павел Александрович Флоренский) (1882 – 1937)
- Olga Dmitrijevna Forš (1873 – 1961)
- Ruvim Isajevič Frajerman (1891 – 1972)
- Olga Freidenberg (Olga Mihajlovna Freudenberg) (1890 – 1955)
- Dmitrij Andrejevič Furmanov (Дмитрий Андре́евич Фу́рманов) (1891 – 1926)

## G
- Rasul Gamzatovič Gamzatov (Расул Гамзатович Гамзатов) (1923 – 2003) (Avar)
- Nikolaj Georgijevič Garin-Mihajlovski (Никола́й Гарин-Михайло́вский) (1852 – 1906)
- Vsevolod Mihajlovič Garšin (Всеволод Миха́йлович Гаршин) (1855 – 1888)
- Samuel Vladimirovič Gasparov (1938 – 2020) (gruzinsko/armen.? - ruski)
- Gajto Gazdanov (Гайто Газданов) (1903 – 1971)
- Andrej Gelasimov (1965 –)
- Aleksander Genis (Alexander Genis) (1953 –) (rusko-ameriški esejist)
- Sergej Vladimirovič Gerasimov (1964 –)
- Zinaida Gippius (Зинаи́да Ги́ппиус) (1869 – 1945)
- Anatolij Tihonovič Gladilin (1935 – 2018)
- Fjodor Vasiljevič Gladkov (Фёдор Васильевич Гладков) (1883 – 1958)
- Aleksandr Glezer (Александр Давидович Гле́зер) (1934 – 2016)
- Dmitrij Aleksejevič Gluhovski (1979 –)
- Nikolaj Vasiljevič Gogolj (Николай Васильевич Гоголь) (1809 – 1852)
- Arkadij Petrovič Golikov (Арка́дий Петро́вич Го́ликов) (psevdonim Arkadij Gajdar Арка́дий Гайда́р) (1904 – 1941)
- Ivan Aleksandrovič Gončarov (Иван Александрович Гончаров) (1812 – 1891)
- Genadij Gor (1907 – 1981)
- Boris Leontjevič Gorbatov (1908 – 1954)
- Ivan Fjodorovič Gorbunov (Иван Фёдорович Горбунов) (1831 – 1896)
- Fridrih Naumovič Gorenštejn (1932 – 2002)
- Maksim Gorki (pravo ime Aleksej Maksimovič Peškov) (Максим Горький / Алексей Максимович Пешков) (1868 – 1936)
- Daniil Aleksandrovič Granin (pravi priimek German) (Дании́л Александрович Гра́нин / Ге́рман) (1919 – 2017)
- Nikolaj Ivanovič Greč (1787 – 1867)
- Nikolaj Matvejevič Gribačov (Николай Матвеевич Грибачёв) (1910 – 1992)
- Aleksandr Grigorenko (1968 –)
- Dmitrij Vasiljevič Grigorovič (Дмитрий Васильевич Григоро́вич) (1822 – 1900)
- Aleksander Grin (Александр Грин; pravo ime Aleksandr Stepanovič Grinjevski) (1880 – 1932)
- Jevgenij Griškovec (1967 –)
- Aleksander Nikolajevič Gromov (1959 –)
- Vasilij Semjonovič Grossman (Василий Гроссман) (1905 – 1964)
- Ilja Grudzev (1892 – 1960)

## H
- Arkadij Josifovič Hajt (1938 – 2000), mladinski pisatelj, komediograf
- Daniil Ivanovič Harms (pravi priimek Juvačov) (Даниил Иванович Хармс) (1905 – 1942)
- Boris Hazanov (Genadij Mojisejevič Fajbusovič) (Борис Хазанов / Геннадий Моисеевич Файбусович) (1928 –)
- Aleksander Ivanovič Hercen (Александр Иванович Герцен) (1812 – 1870)
- Kosta Levanovič Hetagurov (Коста Леванович Хетагуров) (1859 – 1906)
- Velimir Vladimirovič Hlebnikov (Велимир Владимирович Хлебников) (1885 – 1922)
- Vladislav Felicjanovič Hodasevič (Владислав Фелицианович Ходасевич) (1886 – 1939)
- Grigorij Hodžer (nanajsko Gerise Heder) (1929 – 2006) (nanajsko-ruski)

## I
- Vasilij Pavlovič Iljenkov (1897 – 1967)
- Jakov Naumovič Iljin (1905 – 1932)
- Mihajlo Jakovljevič Iljin (1895 – 1953)
- Ilja Ilf (pr. i. Iehiel-Leyb (Ilja) Arnoldovčh Fajnzilberg (Илья Арнольдович Файнзильберг) (1897 – 1937)
- Fazil Abdulovič Iskander (1929 – 2016) (abhaškega rodu)
- Aleksej Viktorovič Ivanov (Алексей Викторович Иванов) (1969 –)
- Andrej Ivanov
- Georgij Vladimirovič Ivanov (Георгий Владимирович Иванов) (1894 – 1958)
- Vjačeslav Ivanovič Ivanov (Вячеслав Иванович Иванов) (1866 – 1949)
- Vsevolod Vjačeslavovič Ivanov (Всеволод Вячеславович Иванов) (1895 – 1963)
- Olga Vsevolodovna Ivinska(ja) (Ольга Всеволодовна Ивинская) (1912 – 1995)

## J
- Guzel Jahina (1977 –) (Tatarka)
- Nikolaj Aleksejevič Jakimčuk (Николай Алексеевич Якимчук) (1961 –)
- Aleksandra Nikolajevna Jakobi (Алекса́ндра Никола́евна Яко́би), r. Susokolova (Сусоко́лова), 1. por. Tjufjajeva (Тюфя́ева), 2.  Jakobi, 3. Peškova (Пе́шкова); lit. psevdonim Toliverova (Толиве́рова) (1841 – 1918)
- Aleksandr Stepanovič Jakovljev (1886 – 1953)
- Lev Jakubinski (lit. teoretik)
- Anatolij Nikolajevič Janovski (Анатолий Николаевич Яновский) (1919 – 1990)
- Aleksandr Jakovljevič Jašin (Александр Яковлевич Яшин) (1913 – 1968)
- Ivan Antonovič Jefremov (1908 – 1972) (znanstvenofantastični) (paleontolog, utemeljil je tafonomijo)
- Boris Jekimov (1938 –)
- Irina Ivanovna Jemeljanova (1938 –)
- Venedikt Vasiljevič Jerofejev (Венедикт Васильевич Ерофеев) (1938 – 1990)
- Viktor Vladimirovič Jerofejev (Виктор Владимирович Ерофеев) (1947 –)
- Sergej Aleksandrovič Jesenin (Сергей Александрович Есенин) (1895 – 1925)
- Ivan Antonovič Jefremov (Иван Антонович Ефремов) (1908 – 1972)
- Leonid Juzefovič (Леони́д Абрамович Юзефо́вич) (1947 –)

## K
- Aleksandr Abramovič Kabakov (Александр Абрамович Кабаков) (1943 –)
- Galiaskar Kamal (Галиаскар Камал / Ğäliäsğar Kamal) (1879 – 1933) (Tatar)
- Šarif Kamal (Шариф Камал / Şärif Qamal) (1884 – 1942) (Tatar)
- Felix Kandel (ps. Felix Kamov) (1932 –) (rusko-judovski humorist?)
- Sergej Kara-Murza ?
- Nikolaj Mihajlovič Karamzin (Николай Михайлович Карамзин) (1766 – 1826)
- Vladimir Vasiljevič Karpov (Владимир Васильевич Карпов) (1922 – 2010)
- Lev Kassil (1905 – 1970)
- Ivan Ivanovič Katajev (Ива́н Иванович Ката́ев) (1902 – 1937)
- (Jevgenij Petrovič Katajev >> gl. pod psevdonimom Jevgenij Petrov) (1902 – 1942)
- Valentin Petrovič Katajev (Валентин Петрович Катаев) (1897 – 1986)
- Vasilij Abgarovič Katanjan (1902 – 1980)
- Venjamin Aleksandrovič Kaverin (Вениамин Александрович Каверин) (1902 – 1989)
- Emmanuil Genrihovič Kazakjevič (Эммануи́л Ге́нрихович Казаке́вич) (1913 – 1962) (ukrajinskega rodu)
- Jurij Pavlovič Kazakov (Юрий Павлович Казаков) (1927 – 1982)
- Aleksander Petrovič Kazancev
- Viktor Lvovič Kibalčič (ps. Victor Serge) (Виктор Льво́вич Киба́льчич) (1890 – 1947)
- Mihail Jefimovič Koljcov (1898 – 1942)
- Mihail Sergejevič Kolesnikov (1918 – 74?)
- Lev Zinovjevič Kopeljev (1912 – 1997)
- Oleg Kornijenko (1954 –)
- Vitalij Aleksejevič Korotič (1936 –)
- Jurij Josipovič Kovalj (Юрий Иосифович Коваль) (1938 – 1995)
- Nikolaj Ivanovič Kostomarov (Николай Иванович Костомаров) (1817 – 1885)
- Jurij Kozlov (1953 –)
- Jevgenij Antonovič Kozlovski (1946 –)
- Ales` Kožedub (1952 –)
- Vadim (Valerjanovič) Kožinov (1930 – 2001) (literarni kritik...)
- Ivan Andrejevič Krilov (Ива́н Андре́евич Крыло́в) (1769 – 1844)
- Jurij Krimov (Юрий Кры́мов) (pravo ime Jurij Solomonovič Beklemišev /Юрий Соломонович Беклеми́шев) (1908 – 1941)
- Feliks Davidovič Krivin (Феликс Давидович Кривин) (1928 – 2016)
- Viktor Borisovič Krivulin (Виктор Борисович Кривулин) (1944 – 2001)
- Vladimir Krupin (1941 –)
- Pavel Krusanov (1961 –)
- Sigismund Dominikovič Kržižanovski (Сигизмунд Доминикович Кржижановский) (1887 – 1950)
- Anatolij Kudrjavicki (1954 –)
- Aleksandr Kulešov (1921 – 1990)
- Galina Kulikova (1962 –)
- Aleksander Ivanovič Kuprin (Александр Иванович Куприн) (1870 – 1938)
- Mihail Nikolajevič Kurajev (Михаил Николаевич Кураев) (1939 –)
- Anatolij Kurčatkin (1944 –)
- Boris Abramovič Kušner (1941 –) (matematik; esejist)
- Mihail Aleksejevič Kuzmin (1875 – 1936)
- Anatolij Vasiljevič Kuznjecov (1929 – 1979) ("Babji jar")
- Jurij Kuznjecov
- Sergej Jurjevič Kuznjecov (1966 –)

## L
- Lazar Josifovič Lagin (Лазарь Иосифович Лагин; pravo ime Lazar Ginzburg) (1903 – 1979)
- Olga Larionova (psevdonim; pr. i. Olga Nikolajevna Tideman) (1935 – 2023)
- Boris Andrejevič Lavrenjov (Борис Андреевич Лавренëв) (1891 – 1959)
- Andrej Lazarčuk (1958 –)
- Sergej Lebedjev (1981 –)
- Leonid Maksimovič Leonov (Леонид Максимович Леонов) (1899 – 1994)
- Konstantin Nikolajevič Leontjev (Константин Николаевич Леонтьев) (1831 – 1891)
- Mihail Jurjevič Lermontov (Михаил Юрьевич Лермонтов) (1814 – 1841)
- Nikolaj Semjonovič Leskov (Николай Семёнович Лесков) (1831 – 1895)
- Mark Lazarevič Levi (Mihail Agejev) (Марк Лазаревич Леви / Михаил Агеев) (1888 – 1973)
- Jurij Nikolajevič Libedinski (1898 – 1959)
- Viktor Ivanovič Lihonosov (Виктор Иванович Лихоносов) (1936 – 2021)
- Nicolai Lilin = Nikolaj Veržbicki (1980 –)
- Eduard Venjaminovič Limonov (r. Savenko; Эдуа́рд Вениаминович Лимонов; Савенко) (1943 – 2020)
- Vil Vladimirovič Lipatov
- Semjon Lipkin (1911 – 2003)
- Nikolaj Ljaško (1884 – 1953)
- Mihail Lobanov (1984 -)
- Svjatoslav Loginov (Святослав Логинов, Святослав Владимирович Витман) (1951 –)
- Mihail Vasiljevič Lomonosov (Михаил Васильевич Ломоносов) (1711 – 1765)
- Mihail Nikolajevič Lopatin (Михаил Николаевич Лопатин) (1823 – 1900)
- Ivan Vladimirovič Lopuhin (Иван Владимирович Лопухи́н) (1756 – 1816)
- M. L. Loznicki
- Irina Lukjanova (1969 –)
- Anatolij Vasiljevič Lunačarski (1875 – 1933)
- Lev Natanovič Lunc (Лев Ната́нович Лунц) (1901 – 1924)

## M
- Vladimir Semjonovič Makanin (1937 – 2017)
- Andreï Makine (1957 –) (rusko-francoski novelist)
- Vladimir Jemeljanovič Maksimov (Владимир Емельянович Максимов, pr.i. Lev Aleksejevič Samsonov) (1930/32 – 1995)
- Sergej Ivanovič Malaškin (1888 – 1988)
- Orest Mihajlovič Malcev (prv. priimek Rovinski) (1906 – 1972) "Jugoslovanska tragedija" (1951)
- Dmitrij Narkisovič Mamin-Sibirjak (Дмитрий Наркисович Мамин-Сибиряк) (1852 – 1912)
- Vladimir Rafailovič Maramzin (1934 –)
- Anatolij Borisovič Marienhof (Анато́лий Бори́сович Мариенго́ф) (1897 – 1962)
- Aleksandra Marinina (Александра Маринина) (1957 –)
- Georgij Moskejevič Markov (1911 – 1991) (predsednik Zveze pisateljev ZSSR 1971/7–86)
- Samuil Jakovljevič Maršak (Самуил Яковлевич Маршак) (1887 – 1964)
- Grigorij Sergejevič Medvedjev (1904—1938)
- Grigorij Ustinovič Medvedjev
- Julij Emanuilovič Medvedjev (1926 –)
- Jurij Mihajlovič Medvedjev (1937 –)
- Vladimir Megre (1950 –)
- Margarita Maratovna Meklina (Маргари́та Мара́товна Ме́клина) (rusko-irsko-ameriška)
- Aleksandr Melihov (1947 –)
- Dmitrij Sergejevič Merežkovski (Дмитрий Сергеевич Мережковский) (1866 – 1941)
- Nikolaj Leonidovič Meščerjakov (Николай Леонидович Мещеряков) (1865 – 1942)
- Sergej Vladimirovič Mihalkov (Сергей Владимирович Михалков) (1913 – 2009)
- Sergej Mihejenkov (1955 –)
- Boris Minajev (1959 –)
- Mihail Morgulis (Михаил Моргулис) (1941 –)
- Boris Andrejevič Možajev (Борис Андреевич Можаев) (1923 – 1996)
- Nikolaj Ivanovič Muhanov (Николай Иванович Муханов) (1882 – 1942)
- Pavel Pavlovič Muratov (Павел Павлович Муратов /Paul Muratov/Muratoff) (1881 – 1950)
- Irina Muravjova (1952 –)

## N
- Vladimir Vladimirovič Nabokov (Владимир Владимирович Набоков) (1899 – 1977)
- Jurij Markovič Nagibin (Юрий Маркович Нагибин) (1920 – 1994)
- Nikolaj Naumov (1838 – 1901)
- Filip Diomidovič Nefedov (1838 – 1902)
- Nikolaj Aleksejevič Nekrasov (Николай Алексеевич Некрасов) (1821 – 1878)
- Viktor Platonovič Nekrasov (Виктор Платонович Некрасов) (1911 – 1987)
- Georgij K. Nikiforov (1884 – 1937?)
- Nikolaj Nikolajevič Nikitin (Николай Никола́евич Никитин) (1895 – 1963)
- Pavel Filippovič Nilin (Павел Филиппович Нилин) (1908 – 1981)
- Sergej Aleksandrovič Nilus (Серге́й Алекса́ндрович Ни́лус) (1862 – 1929)
- Jevgenij Ivanovič Nosov (Евгений Иванович Носов) (1925 – 2002)
- Nikolaj Nikolajevič Nosov (Николай Николаевич Носов; ukr. Микола Миколайович Носов) (1908 – 1976)
- Dmitrij Novikov
- Ivan Aleksejevič Novikov (Иван Алексеевич Новиков) (1877 – 1959)
- Nikolaj Ivanovič Novikov (Николай Иванович Новико́в) (1744 – 1818)
- Vladimir Ivanovič Novikov (Влади́мир Иванович Но́виков) (1948 –) (filolog, literarni teoretik in prozaik)
- Aleksej Silič Novikov-Priboj  (1877 – 1944)

## O
- Vladimir Fjodorovič Odojevski (Владимир Фёдорович Одоевский) (1803 – 1869)
- Bulat Šalvovič Okudžava (Булат Шалвович Окуджава) (1924 – 1997)
- Nikolaj Makarovič Olejnikov (Николай Макарович Олейников) (1898 – 1937)
- Jurij Karlovič Oleša (Юрий Карлович Олеша) (1899 – 1960)
- Josif Grigorjevič Olšanski (1917 – 2004)
- Aleksandr Sergejevič Orlov (1871 – 1947) (literarni zgodovinar)
- Nikolaj Aleksejevič Ostrovski (Николай Алексеевич Островский) (1904 – 1936)
- Vladislav Otrošenko (1959 –)
- Valentin Vladimirovič Ovečkin (Валентин Владимирович Овечкин) (1906 – 1968)

## P
- Fjodor Ivanovič Panfjorov (1896 – 1960)
- Vera Fjodorovna Panova (Ве́ра Фёдоровна Пано́ва) (1905 – 1973)
- Jurij Paporov (1923 – 2010)
- Boris Leonidovič Pasternak (Борис Леонидович Пастернак) (1890 – 1960)  1958
- Jevgenij Borisovič Pasternak (1923 – 2012) (kritik)
- James Lojdovič Patterson (Джеймс Ллойдович Паттерсон) (1933 –)
- Konstantin Georgijevič Paustovski (1892 – 1968)
- Pjotr/Peter Andrejevič Pavlenko (1899 – 1951)
- Oleg Pavlov (1970 –)
- Viktor Olegovič Pelevin (Виктор Олегович Пелевин) (1962 –)
- Arkadij Aleksejevič Pervencev (Аркадий Алексеевич Пе́рвенцев) (1905 – 1981)
- Vasilij Mihajlovič Peskov
- Jevgenij Petrov (pr.i. Jevgenij Petrovič Katajev /Евгений Петрович Катаев) (1902/3 – 1942)
- Avakum Petrov (Avvakum Petrovič Kondratjev) (Авваку́м Петро́в / Аввакум Петрович Кондратьев) (1620 – 1682)
- Mihail Grigorjevič Petrov
- Ljudmila Stefanovna Petruševska(ja) (1938 –)
- Boris Andrejevič Pilnjak (Борис Андреевич Пильняк; pr.i. Boris Andrejevič Vogau) (1894 – 1938)
- Dmitrij Ivanovič Pisarev (1840 – 1868)
- Aleksej Feofilaktovič Pisemski (Алексей Феофилактович Писемский) (1821 – 1881)
- Vjačeslav Aleksejevič Pjecuh (Вячеслав Алексеевич Пьецух) (1946 – 2019)
- Andrej Platonovič Platonov (pravi priimek Klimentov; Андрей Платонович Платонов) (1899 – 1951)
- Viktor Poltoracki - urednik
- Igor Jakovljevič Pomerancev (Игорь Яковлевич Померанцев) (1948 –)
- Vladimir Mihajlovič Pomerancev (Владимир Михайлович Померанцев) (1907 – 1971)
- Jevgenij Anatoljevič Popov (Евге́ний Анато́льевич Попо́в) (1946 –)
- Valerij Georgijevič Popov (Вале́рий Гео́ргиевич Попо́в) (1939 –)
- Mihail Popov
- Ignatij Nikolajevič Potapenko (1856 – 1929)
- Aleksej Antonovič Potehin (1829 – 1908)
- Vladimir Solomonovič Pozner (Владимир Соломонович По́знер) (1905 – 1992)
- Mihail Pravdin ?
- Zahar Nikolajevič Prilepin (1975 –) (psevdonim: Jevgenij Lavlinski)
- Mihail Mihajlovič Prišvin (Михаил Михайлович Пришвин) (1873 – 1954)
- Aleksander Andrejevič Prohanov (Александр Андреевич Проха́нов) (1938 –)
- Timur Pulatov (1939 –)
- Nikolaj Nikolajevič Punin (1888 – 1953)
- Ivan Puščin (1798 – 1859)
- Aleksander Sergejevič Puškin (Александр Сергеевич Пушкин) (1799 – 1837)

## R
- Aleksandr Nikolajevič Radiščev (Александр Николаевич Радищев) (1749 – 1802)
- Ayn Rand (prvotno ime Alisa Zinovjevna Rosenbaum) (1905 – 1982) (rusko-ameriška)
- Edvard Stanislavovič Radzinski (Эдвард Станиславович Радзинский) (1936 –)
- Valentin Grigorjevič Rasputin (1937 – 2015)
- Lev Emmanuilovič Razgon (1908 – 1999)
- Vladimir Emanujilovič Recepter (Владимир Эммануилович Рецептер) (1935 –)
- Aleksej Mihajlovič Remizov (Алексей Михайлович Ремизов) (1877 – 1957)
- Nikolaj Konstantinovič Rerih (Николай Константинович Рёрих) (1874 – 1947)
- Fjodor Mihajlovič Rešetnikov (1841 – 1871)
- Vladimir Bogdanovič Rezun (ps. Viktor Suvorov) (Владимир Богданович Резун / Виктор Суворов) (1947 –)
- Anatolij Naumovič Ribakov (Anatolij Naumovič Aronov) (Анатолий Наумович Рыбаков / Анатолий Наумович Аронов) (1911 – 1998)
- Vjačeslav Mihajlovič Ribakov (Вячеслав Михайлович Рыбаков) (1954 –)
- Vladimir Ribakov (1947 – 2018)
- Marija Aleksandrovna Ribakova (Мария Александровна Рыбакова) (1973 –)
- Oleg Roj (1965 –)
- Pantelejmon Sergejevič Romanov (Пантелеймон Сергеевич Романов) (1884 – 1938)
- Mihail Mihajlovič Roščin (prv. Gibelman; Михаи́л Миха́йлович Ро́щин) (1933 – 2010)
- Vasilij Vasiljevič Rozanov (Василий Васильевич Рóзанов) (1856 – 1919)
- Andej Rubanov (1969 –)
- Nikolaj Mihajlovič Rubcov (Николай Михайлович Рубцов) (1936 – 1971)
- Dina Iljinična Rubina (1953 –)

## S
- German Sadulajev (1973 –) (Čečen)
- Vsevolod Ivanovič Saharov (1946 –) (filolog, pisatelj in kritik)
- Vissarion Mihajlovič Sajanov (1903 – 1959)
- Aleksej Salnikov
- Mihail Jevgrafovič Saltikov-Ščedrin (Михаил Евграфович Салтыков-Щедрин) (1826 – 1889)
- Sergej Samsonov
- Sergej Venediktovič Sartakov (1908 – 2005)
- Boris Viktorovič Savinkov (Бори́с Ви́кторович Са́винков) (1879 – 1925) (SR)
- Aleksej Pavlovič Selivanovski (1900 – 1938)
- Julijan Semjonovič Semjonov (1931 – 1993)
- Marija Vasiljevna Semjonova (Мария Васильевна Семёнова) (1958 –)
- Roman Valerjevič Senčin (1971 –)
- Aleksander (Serafimovič) Serafimovič (pravi priimek Popov) (Александр Серафимович Серафимович / Попов) (1863 – 1949)
- Victor Serge (fr. viktɔʁ sɛʁʒ); pr. i. Viktor Lvovič Kibalčič (Ви́ктор Льво́вич Киба́льчич) (1890 – 1947)
- Andrej Sergejev (1933 – 1998)
- Sergej Nikolajevič Sergejev - Censki (1875 – 1958)
- Konstantin Mihajlovič Simonov (Константи́н Миха́йлович Си́монов) (1915 – 1979)
- Andrej Donatovič Sinjavski (psevdonim Abr(ah)am Terc) (Андрей Донатович Синявский / Абрам Терц) (1925 – 1997)
- Aleksej Slapovski (1957 –)
- Olga Aleksandrovna Slavnikova (1957 –)
- Vasilij Slepcov (1836 – 1878)
- Mihail Leonidovič Slonimski (Михаи́л Леони́дович Слони́мский) (1897 – 1972)
- Segej Sergejevič Smirnov (1915 – 1976)
- Vasilij Aleksandrovič Smirnov (1905 – 1979)
- Aleksandr Snegirev (1980 –)
- Sergej Snegov (Серге́й Алекса́ндрович Сне́гов; Козерюк) (1910 – 1994)
- Leonid Sergejevič Soboljev (1898 – 1971)
- Saša Sokolov (Александр Всеволодович Соколов) (1943 –)
- Fjodor Kuzmič Sologub (Фёдор Кузьмич Сологуб; pravo ime Fjodor Kuzmič Teternikov)  (1863 – 1927)
- Vladimir Aleksejevič Solouhin (Влади́мир Алексе́евич Солоу́хин) (1924 – 1997)
- Leonid Vasiljevič Solovjov (1906 – 1962)
- Vladimir Sergejevič Solovjov (Влади́мир Сергеевич Соловьёв) (1853 – 1900)
- Vsevolod Sergejevič Solovjov (Всеволод Сергеевич Соловьёв) (1849 – 1903)
- Aleksander Isajevič Solženicin (Александр Исаевич Солженицын) (1918 – 2008)  1970
- Vladimir Georgijevič Sorokin (Владимир Георгиевич Сорокин) (1955 –)
- Vladimir Sotnikov
- Nikolaj Starikov (1970 –)
- Vladimir Petrovič Stavski (prv. priimek Kirpičnikov) (Владимир Петрович Ставский / Кирпичников) (1900 – 1943)
- Marija Mihajlovna Stepanova (1972 –)
- Marina Lvovna Stepnova (1971 –)
- Arkadij Natanovič Strugacki (Аркадий Натанович Стругацкий) (1925 – 1991)
- Boris Natanovič Strugacki (Борис Натанович Стругацкий) (1933 – 2012)
- Aleksej Aleksandrovič Surkov (Алексе́й Алекса́ндрович Сурко́в) (1899 – 1983)
- Vladimir Grigorjevič Sutejev (Владимир Григорьевич Суте́ев) (1903 – 1993) (tudi ilustrator in animator)
- Viktor Suvorov (gl. Vladimir Bogdanovič Rezun) (1947 –)
- Aleksander Vasiljevič Suhovo-Kobilin (Александр Васильевич Сухово-Кобылин) (1817 – 1903)

## Š
- Marietta Šaginjan (1888 – 1982)
- Georgij Šahnazarov (1924 – 2001)
- Varlam Tihonovič Šalamov (Варлам Тихонович Шаламов) (1907 – 1982)
- Sergej Šargunov (1980 –)
- Vladimir Aleksandrovič Šarov (Владимир Александрович Шаров) (1952 – 2018)
- Ivan N. Ščeglov (1855 – 1911)
- Galina Ščerbakova (1932 – 2010)
- Vadim Sergejevič Šefner (Вадим Сергеевич Шефнер) (1915 – 2002)
- Eduard Jurjevič Šim (Эдуард Юрьевич Шим) (1930 – 2006)
- Jurij Mihajlovič Širokov (Юрий Михайлович Широков) (1921 – 1980)
- Mihail Šiškin (1961 –)
- Aleksander Semjonovič Šiškov (Александр Семёнович Шишков) (1754 – 1841)
- Vjačeslav Jakovljevič Šiškov (1873 – 1945)
- Viktor Borisovič Šklovski (Виктор Борисович Шкловский)  (1893 – 1984)
- Ivan Sergejevič Šmeljov (Иван Сергеевич Шмелёв) (1873 – 1950)
- Nikolaj Petrovič Šmeljov (Николай Петрович Шмелёв) (1936 – 2014)
- Mihail Aleksandrovič Šolohov (Михаил Александрович Шолохов) (1905 – 1984)  1965
- Vasilij Makarovič Šukšin (Василий Макарович Шукшин) (1929 – 1974)
- Jevgenij Lvovič Švarc (Евгений Львович Шварц) (1896 – 1958)

## T
- Lev Aslanovič Tarasov (armen. Levon Teresjan /fr. Henri Troyat) (1911 – 2007) (francoski pisatelj in akademik armensko-ruskega porekla)
- Nikolaj Dmitrijevič Telešov (Николай Дмитриевич Телешо́в) (1867 – 1957)
- Vladimir Fjodorovič Tendrjakov (Влади́мир Фёдорович Тендряко́в) (1923 – 1984)
- Abraham Terc (pravo ime Andrej Donatovič Sinjavski) (Абрам Терц /Андрей Донатович Синявский) (1925 – 1997)
- Aleksandr Mihajlovič Terehov (1966 –)
- Sergej N. Terpigorjev (= psevdonim; pravo ime S. N. Atava) (1841 – 1895)
- Nikolaj Semjonovič Tihonov (Николай Семёнович Ти́хонов) (1896 – 1979)
- Jurij Nikolajevič Tinjanov (Ю́рий Николаевич Тынянов) (1894 – 1943)
- Aleksej Konstantinovič Tolstoj (Алексей Константинович Толсто́й) (1817 – 1875)
- Aleksej Nikolajevič Tolstoj (Алексей Николаевич Толстой) (1883 – 1945)
- lija Lvovič Tolstoj (1866 – 1933)
- Lev Lvovič Tolstoj (1869 – 1945)
- Lev Nikolajevič Tolstoj (Лев Николаевич Толстой) (1828 – 1910)
- Natalija Nikitična Tolsta(ja) (1943 – 2010)
- Tatjana Nikitična Tolsta(ja) / Tatjana Tolstoj (Татьяна Никитична Толстая) (1951 –)
- Vladimir Tolstoj (1962  – )
- Sergej Mihajlovič Tretjakov (Сергей Михайлович Третьяков) (1892 – 1937)
- Jurij Valentinovič Trifonov (Юрий Валентинович Трифонов) (1925 – 1981)
- Gavril Nikolajevič Trojepoljski (Troepolsky) (Гавриил Николаевич Троепольский) (1905 – 1995)
- Jevgenija Tur (pravo ime Jelizaveta Vasiljevna Salias de Turmenir Suchovo-Kobylin) (1815 – 1892)
- Ivan Sergejevič Turgenjev (Иван Сергеевич Тургенев) (1818 – 1883)
- Aleksandr Tvardovski (1900 – 1971)
- Teffi (Nadežda Aleksandrovna Bučinska) (Тэффи / Надежда Александровна Бучинская) (1876 – 1952)

## U
- Ljudmila Jevgenjeva Ulicka(ja) (Людмила Евгеньевна Улицкая) (1943 –)
- Eduard Uspenski (1937 – 2018)
- Gleb Ivanovič Uspenski (Глеб Иванович Успенский) (1843 – 1902)
- Nikolaj Vasiljevič Uspenski (Николай Васильевич Успенский) (1837 – 1889)
- Peter Demjanovič Uspenski (Пётр Демьянович Успенский) (1878 – 1947)
- Tatjana Ustinova (1968 –)
- Konstantin Dmitrijevič Ušinski (Константин Дмитриевич Ушинский) (1824 – 1871)

## V
- Konstantin Konstantinovič Vaginov (Константин Константинович Вагинов) (1899 – 1934)
- Nikolaj Petrovič Wagner/Vagner (Николай Петрович Вагнер) (1829 – 1907)
- Jana Vagner (1973 –)
- Boris Borisovič Vahtin (1930 – 1981)
- Arkadij Vaksberg (1927 – 2011)
- Aleksej Nikolajevič Varlamov (1963 –)
- Ivan Vasiljenko (1895 – 1966)
- Boris Lvovič Vasiljev (Борис Львович Васильев) (1924 – 2013)
- Vladimir Nikolajevič Vasiljev (1967 –)
- Andrej Vitaljevič Vasiljevski (1955 –)
- Vitalij Sergejevič Vasiljevski (1908 – 1991)
- Mihail Veller (1948 –)
- Aleksander Fomič Veltman (Алекса́ндр Фоми́ч Ве́льтман) (1800 – 1870)
- Dimitrij Vladimirovič Venevitinov (Дмитрий Владимирович Веневитинов) (1805 – 1827)
- Vikentij Vikentjevič Veresajev (Smidovič) (Викентий Викентьевич Вересаев / Смидович) (1867 – 1945)
- Nikolaj Veržbicki = Nicolai Lilin  (1980 –)
- Aleksander N. Veselovski (1838 – 1906) (lit. zgodovinar in teoretik)
- Anatolij Kornelijevič Vinogradov (1888 – 1946)
- Vladimir Semjonovič Visocki (Владимир Семёнович Высоцкий) (1938 – 1980)
- Igor Georgijevič Višnjevecki (Игорь Георгиевич Вишневецкий) (1964 –)
- Vsevolod Vitaljevič Višnjevski (Все́волод Вита́льевич Вишне́вский) (1900 – 1951)
- Jurij Vjazemski (pravo ime Jurij Simonov) (1951 –)
- Georgij Nikolajevič Vladimov (1931 – 2003)
- Jevgenij Germanovič Vodolazkin/Eugene Vodolazkin (1964 –)
- Vladimir Nikolajevič Vojnovič (Владимир Николаевич Войнович) (1932 – 2018)
- Sergej Jevgenjevič Volf (Серге́й Евге́ньевич Вольф) (1935 – 2015)
- Andrej Germanovič Volos (Андрей Германович Волос) (1955 –)
- Konstantin Vasiljevič Voronkov (1911 – 1984)
- Aleksandr Konstantinovič Voronski (1884 – 1937)
- Marko Vovčok (pravo ime Marija Aleksandrovna Vilinska) (1833 – 1907) (rusko-ukrajinska)

## Z
- Vasilij Zabotin-Lapšin
- Mihail Nikolajevič Zadornov (Михаил Николаевич Задорнов) (1948 – 2017)
- Nikolaj Pavlovič Zadornov (1909 – 1992)
- Boris Konstantinovič Zajcev (Бори́с Константи́нович За́йцев) (1881 – 1972)
- Sergej Pavlovič Zaligin (Серге́й Павлович Залыгин) (1913 – 2000)
- Jevgenij Ivanovič Zamjatin (Евгений Иванович Замятин) (1884 – 1937)
- Aleksander Aleksandrovič Zinovjev (Алекса́ндр Алекса́ндрович Зиновьев) (1922 – 2006)
- Mihail Mihajlovič Zoščenko (Михаил Михайлович Зощенко) (1895 – 1958)
- Boris Zubavin - urednik

## Ž
- Vasilij Andrejevič Žukovski (Василий Андреевич Жуковский) (1783 – 1852)
- Valentina Žuravljova (1933 – 2004)